# ألكسندر أنتونوف
ألكسندر أنتونوف (بالروسية: Александр Анатольевич Антонов)‏ (6 يوليو 1958 في روسيا - ) هو مدرب كرة قدم ولاعب كرة قدم روسي (وحمل سابقاً جنسية الاتحاد السوفيتي) في مركز الهجوم. لعب مع نادي إيرتيش بافلودار ونادي روتور فولغوغراد ونادي روستوف ونادي ساتورن رامنسكوي وFC Kuzbass Kemerovo ‏ وFC Krasnoznamensk ‏ وFC Oka ‏ وFC Spartak Shchyolkovo ‏ وFC Avangard-Kortek ‏ وأسمرال موسكو.